# Scelarcis perspicillata
La lagartija de Marruecos (Scelarcis perspicillata) es una especie de lagarto perteneciente a la familia Lacertidae. Es la única especie del género Scelarcis, aunque en ocasiones se incluye en el género Teira. Se distribuye por Marruecos y Argelia, y ha sido introducida en la isla de Menorca, España.